# Lasiopa pseudovillosa
Lasiopa pseudovillosa är en tvåvingeart som beskrevs av Rudolf Rozkošný 1983.
Lasiopa pseudovillosa ingår i släktet Lasiopa och familjen vapenflugor. Inga underarter finns listade i Catalogue of Life.